# Fortaleza de São José da Amura

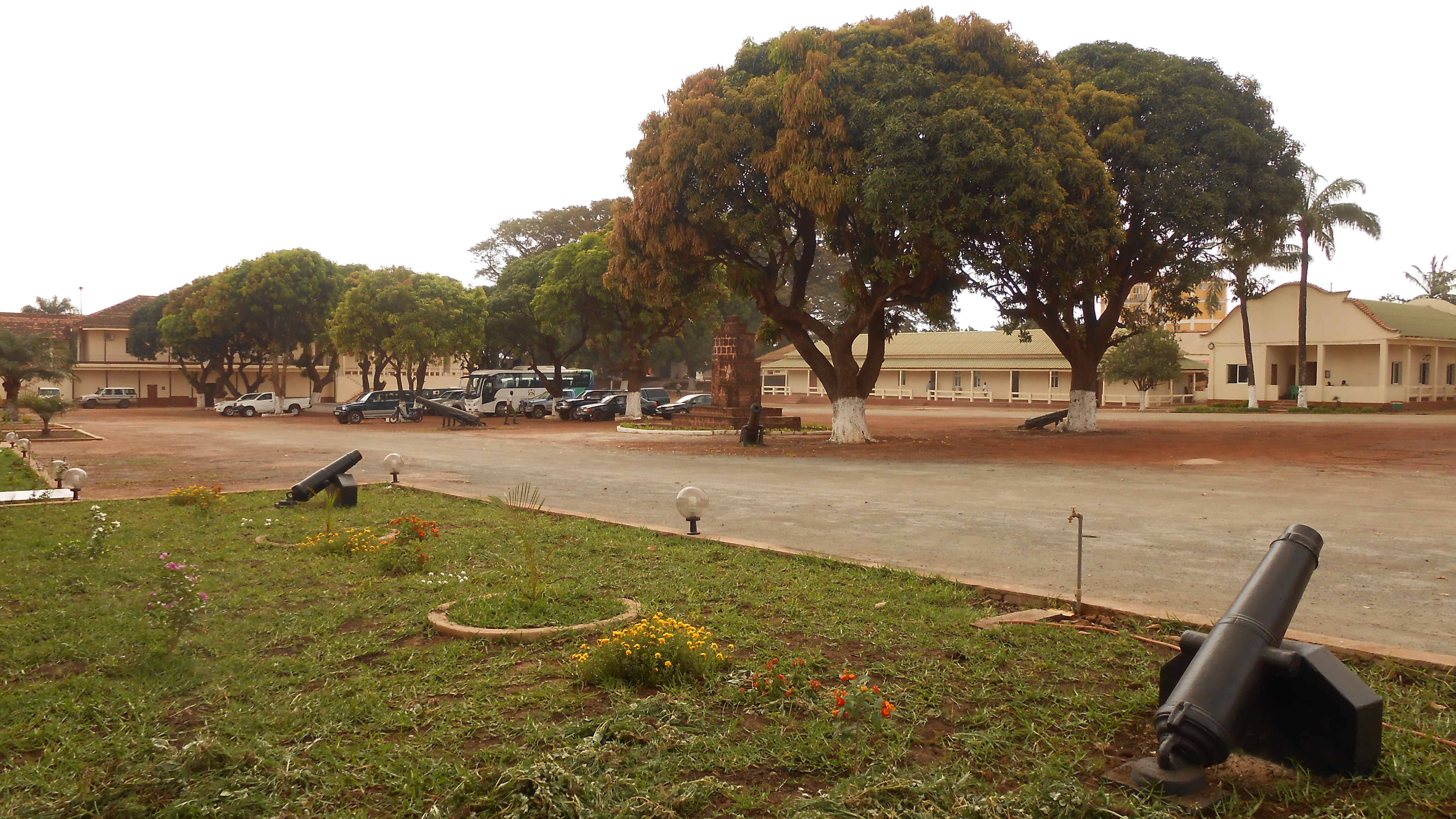
Interior da Fortaleza de São José de Amura, Bissau

A Fortaleza de São José da Amura localiza-se na cidade de Bissau, região de Bissau, capital da Guiné-Bissau, na África Ocidental.

## História

### Antecedentes
No último quartel do século XVII, a presença francesa na região intensifica-se com as atividades da Companhia do Senegal, empresa monopolista constituída para explorar o fornecimento escravos para as Antilhas. É nesse contexto que o capitão-mor de Cacheu, António de Barros Bezerra, por carta ao soberano português de 4 de Março de 1687, deu conta das pretensões francesas em construir uma fortificação em Bissau, para o que haviam enviado navios com materiais, o que o referido capitão-mor teria conseguido evitar por intermédio do gentio. O feitor de Cacheu, na mesma data, por sua vez também deu conta a el-rei do desejo francês em erguer uma fortificação no ilhéu junto a Bissau, possívelmente o ilhéu de Bandim.
O novo governador de Cabo Verde, Veríssimo Carvalho da Costa, em visita à Guiné, também informou ao soberano sobre o assunto, por carta datada de Cacheu em 2 de Abril de 1687, referindo as medidas acertadas em conjunto com capitão-mor para evitar o estabelecimento dos Franceses:
"Uniformemente ajustamos se faça a fortaleza de Bissau, que com ela divertimos aos Franceses a não façam, porque a não ser o rei [de Bissau, Bacampolo-Có] tão amante de V. Majestade o teriam conseguido, para o que lhe pediram licença, e ele lhe não quis dar, dizendo tinha V. Majestade na sua terra uma igreja que era a sua fortaleza."
E acrescenta:
"Dou conta a V. Majestade de como tenho mandado a Bissau que dista desta praça 30 léguas a falar com el-rei, e hoje, que se contam 2 de Abril, chegou a resposta dele, a qual com esta remeto a V. Majestade como também o que lhe escrevi, e me consta pela sua carta, e pelas pessoas que lá mandei os alvoroços com que ele e os seus fidalgos e povo receberam a lembrança que V. Majestade tem dele, e a alegria com que também receberão ao padre Fr. Francisco de Pinhel, e mais religiosos missionários, e o vestido e mais coisas que V. Majestade foi servido se lhe mandasse; ele me deu logo o melhor sítio que aquela ilha tem para se fazer a fortaleza... El-rei me enviou o seu general, e seu filho e alguns fidalgos e lhe fiz aquele agasalho que entendi era necessário para os contentar, e agora os remeto que assim mo pede o rei, como também as pessoas que vão dar princípio àquela obra, e duas peças de artilharia e seis soldados, enquanto não vão outras que são as que bastam para tomar posse do lugar determinado para a tal fortificação para a qual nomeamos Manuel Teles de Avelar (...)."
Em carta de 4 de Abril, o capitão-mor relatou ao soberano os mesmos acontecimentos.
A fortificação de Bissau possívelmente não foi concluída, uma vez que, pelo Alvará Régio de 15 de Março de 1692 que constituiu a Capitania-Mor de Bissau estipulava-se-lhe uma guarnição de quarenta praças, e ordenava-se a construção da fortaleza, custos que deveriam ser suportados pela Companhia de Cacheu e Cabo Verde, instituída em 3 de Janeiro de 1690.

### A fortaleza atual
A sua primitiva estrutura foi erguida por forças portuguesas a partir de 1696, sob o comando do Capitão-mor José Pinheiro.
Vindo a Companhia a apresentar prejuízos, a Coroa deixou de lhe renovar o contrato de exploração (1703), o que conduziu ao abandono da Capitania-Mor de Bissau em Dezembro de 1707, sendo a sua fortificação arrasada na ocasião.
Foi reconstruída em Novembro de 1753, conforme planta do Frei Manuel de Vinhais Sarmento. A partir de 1766 foram-lhe introduzidas alterações no traçado, de autoria do Coronel Manuel Germano da Mota.
Sofreu reparos de 1858 a 1860, dirigidos pelo Capitão Januário Correia de Almeida, engenheiro civil e militar da então província.
No século XX, foi restaurada a partir da década de 1970, sob orientação do Arquiteto Luís Benavente.
Aberta à visitação pública, actualmente abriga o mausoléu de Amílcar Cabral e o Museu Militar da Luta de Libertação Nacional.

## Características
A fortificação apresenta planta quadrangular em estilo Vauban, com baluartes pentagonais nos vértices. Em seus muros abriam-se 38 canhoneiras. Em seu terrapleno, erguem-se as edificações de serviço (Casa de Comando, Quartel de Tropa e Armazéns). A defesa do forte era complementada por uma paliçada que o unia a um pequeno forte à beira-mar, de planta quadrada, com duas canhoneiras pelo lado de terra.